# リチャード・バルビエリ
リチャード・バルビエリ（Richard Barbieri、1957年11月30日 - ）は、イングランド・ロンドン出身のキーボーディスト、音楽プロデューサー、作曲家。

## 来歴
1976年、デヴィッド・シルヴィアン、ミック・カーン、スティーヴ・ジャンセンと共にジャパンを結成。
1982年のジャパン解散後は、元メンバーとレイン・トゥリー・クロウ、ドルフィン・ブラザーズ、JBK、ポーキュパイン・ツリーなどで活動。ほかにも一風堂など、様々なミュージシャンとコラボレーションする。
2019年4月4日渋谷のMt.RAINIER HALL SHIBUYA PLEASURE PLEASUREでソロ公演を行った。

## ディスコグラフィ

### ソロ・アルバム
- Things Buried (2005年、Intact Records)
- Stranger Inside (2008年、K-Scope/Snapper)
- 『プラネッツ+ペルソナ』 - Planets + Persona (2017年、K Scope)
- Variants.1 (2018年、K Scope)
- Variants.2 (2018年、K Scope)
- Variants.3 (2018年、K Scope)
- Variants.4 (2018年、K Scope)
- Variants.5 (2018年、K Scope)
- Under a Spell (2021年、K Scope)
- On High (2021年、Bandcamp/Orange Asylum Records)

### 連名ユニット

#### ジャンセン＝バルビエリ
- 『未知への空間』 - Worlds in a Small Room (1985年、Pan East (UK) / JVC Victor (Japan))
- 『ストーリーズ・アクロス・ボーダーズ』 - Stories Across Borders (1991年、Venture / Virgin)
- 『ストーン・トゥ・フレッシュ』 - Stone To Flesh (1995年、Medium Productions)
- Other Worlds in a Small Room (1996年、Medium Productions)
- Lumen (2015年、KScope)

#### ジャンセン / バルビエリ / カーン (JBK)
- 『ビギニング・トゥ・メルト』 - Beginning to Melt (1993年、Medium Productions)
- 『シード』 - Seed (1994年、Medium Productions) ※EP
- 『_ISM』 - _ism (1999年、Polydor / Medium)
- 『プレイング・イン・ア・ルーム・ウィズ・ピープル』 - Playing in a Room with People (2001年、Medium Productions)

#### バウネス&バルビエリ
- 『フレイム』 - Flame (1994年、One Little Indian) ※with ティム・バウネス

#### ジャンセン / バルビエリ / タケムラ
- 『チェンジング・ハンズ』 - Changing Hands (1997年、Medium Productions)

#### バルビエリ / ローデリウス / チアヌラ
- T'AI (2001年、Auditorium)

#### スティーヴ・ホガース / リチャード・バルビエリ
- Not The Weapon But The Hand (2012年、K Scope)
- Arc Light (2014年、Racket Records)

### グループ

#### ポーキュパイン・ツリー
- 『アップ・ザ・ダウンステアー』 - Up the Downstair (1993年、Delerium)
- 『ザ・スカイ・ムーヴズ・サイドウェイ』 - The Sky Moves Sideways (1995年、Delerium)
- 『シグニファイ』 - Signify (1996年、Delerium)
- 『コーマ・ディヴァイン』 - Coma Divine - Recorded Live In Rome (1997年、Delerium)  ※ライブ
- 『メタトニア』 - Metanoia (1998年、Delerium) ※コンピレーション
- 『スチューピッド・ドリーム』 - Stupid Dream (1999年、Snapper)
- 『ヴォヤージ34:ザ・コンプリート・トリップ』 - Voyage 34: The Complete Trip (2000年、Snapper) ※コンピレーション
- 『ライトバルブ・サン～太陽電球』 - Lightbulb Sun (2000年、Snapper)
- Recordings (2001年、Snapper) ※コンピレーション
- 『スター・ダイ』 - Stars Die : The Delerium Years 1991-1997 (2002年、Snapper) ※コンピレーション
- 『イン・アブセンティア』 - In Absentia (2002年、Lava / Warner)
- 『デッドウイング』 - Deadwing (2005年、Lava / Warner)
- 『フィアー・オブ・ア・ブランク・プラネット』 - Fear of a Blank Planet (2007年、Roadrunner / Warner)
- 『ニル・リカーリング-虚無循環』 - Nil Recurring (2007年、Peaceville) ※EP
- 『ジ・インシデント』 - The Incident (2009年、Roadrunner / Warner)
- Anesthetize (2010年) ※ライブ
- Atlanta (2010年) ※ライブ
- 『ライヴ〜オクタン・トゥイステッド（ジ・インシデント・コンサート）』 - Octane Twisted (2012年) ※ライブ
- Closure/Continuation (2022年)

#### レイン・トゥリー・クロウ
- 『レイン・トゥリー・クロウ』 - Rain Tree Crow (1991年、Virgin)

#### ドルフィン・ブラザーズ
- 『キャッチ・ザ・フォール』 - Catch the Fall (1987年、Virgin Records)

#### Indigo Falls
- Indigo Falls (1996年、Medium Productions) ※with スザンヌ・バルビエリ

#### Fjieri
- Endless (2009年、Forward Music Italy) ※with Stefano Panunzi、Nicola Lori、ミック・カーン、ギャヴィン・ハリソン、ティム・バウネス

### 参加アルバム

#### 一風堂
- 『ナイトミラージュ』 (1983年7月21日)
- 『live and zen』 (1984年) ※ライブ・アルバム

#### アリーチェ (アリーチェ・ヴィスコンティ)
- Il sole nella pioggia (1989年、EMI)
- Mezzogiorno sulle Alpi  (1992年、EMI)